# Powiat de Wschowa
Pour les articles homonymes, voir Wschowa.
Le powiat de Wschowa (en polonais : « Powiat wschowski ») est une unité de l'administration territoriale (district) et du gouvernement local (appelé powiat) de la voïvodie de Lubusz, à l'ouest de la Pologne.
Elle est née en 2002 avec 3 trois gminy (communes) qui appartenaient auparavant à la Powiat de Nowa Sól, à la suite des réformes polonaises de gouvernement local.
Le siège administratif (chef-lieu) du powiat est la ville de Wschowa, située à 57 kilomètres à l'est de Zielona Góra (siège de la diétine régionale) et 126 kilomètres au sud-est de Gorzów Wielkopolski (capitale de la voïvodie). Il y a deux autres villes dans le powiat qui sont: Sława à 18 kilomètres au nord-ouest de Wschowa et Szlichtyngowa à 10 kilomètres au sud de Wschowa.
Le district a une superficie de 624,82 kilomètres carrés. En 2006, il compte 38 958 habitants, dont 14 573 à Wschowa, 3 893 à Sława, 1 348 à Szlichtyngowa et 19 144 dans la partie rurale.

## Division administrative
Le district est subdivisé en trois gminy (communes) :
- trois communes urbaines-rurales : Sława, Szlichtyngowa et Wschowa.

Celles-ci sont inscrites dans le tableau suivant, dans l'ordre décroissant de la population.
| Gmina (commune)     | Type         | Superficie (km2) | Population (2006) | Chef-lieu     |
| Gmina Wschowa       | urbain-rural | 198,3            | 21 698            | Wschowa       |
| Gmina Sława         | urbain-rural | 326,8            | 12 151            | Sława         |
| Gmina Szlichtyngowa | urbain-rural | 99,7             | 5 109             | Szlichtyngowa |

## Démographie
Données du 30 juin 2005 :
| Description | Total  | Total | Femmes | Femmes | Hommes | Hommes |
| ----------- | ------ | ----- | ------ | ------ | ------ | ------ |
| Unité       | Nombre | %     | Nombre | %      | Nombre | %      |
| Population  | 39 006 | 100   | 19 776 | 50,70  | 19 230 | 49,30  |
| Urbain      | 19 862 | 50,92 | 10 261 | 26,31  | 9 601  | 24,61  |
| Rural       | 19 144 | 49,08 | 9 515  | 24,39  | 9 629  | 24,69  |

## Histoire
De 1975 à 1998, les gminy de Szlichtyngowa et de Wschowa appartenaient administrativement à la voïvodie de Leszno et la gmina de ława à la Voïvodie de Zielona Góra.

Depuis 1999, la powiat fait partie de la voïvodie de Lubusz.